# 毛坯钻石
毛坯钻石是指未经加工或经简单切割或仅仅部分抛光的钻石。毛坯钻石的主要产区位于非洲、俄罗斯、加拿大、澳大利亚等地。
针对毛坯钻石的进出口贸易，联合国通过了《金伯利进程国际证书制度》以对其实施监管制度，其目的是为根除非洲冲突钻石的非法贸易，维护非洲地区的和平、繁荣与稳定。